# André Abadie
André Abadie (ur. 27 lipca 1934 w Tuluzie, zm. 7 stycznia 2020) – francuski rugbysta grający na pozycji filara młyna, reprezentant kraju, triumfator Pucharu Pięciu Narodów 1968, następnie trener.
Grać w rugby zaczynał w SC Rieumes, następnie związany był z klubami Sporting Club Graulhétois – z którym dwukrotnie (1966 i 1967) dotarł do półfinałów mistrzostw Francji – i Albi. W latach 1965–1968 rozegrał siedem spotkań dla francuskiej reprezentacji, w Pucharze Pięciu Narodów wystąpił jedynie w edycji 1968, w którym Les Bleus prócz zwycięstwa dodatkowo zdobyli pierwszy francuski Wielki Szlem.
W sezonie 1971–1972 trenował zespół Toulouse olympique employés club, a w latach 1973–1976 wraz z Jean Gajan prowadził klub Stade Toulousain.
Był wujem Geofrey Abadie, rugbysty, dwukrotnego mistrza Francji w barwach Racing 92 i Stade Français.
Jako oficer służył w Legii Cudzoziemskiej podczas wojny algierskiej.